# Edward Peter
Edward Peter (Reino Unido, 28 de marzo de 1902-23 de septiembre de 1986) fue un nadador británico especializado en pruebas de estilo libre, donde consiguió ser medallista de bronce olímpico en 1920 en los 4x200 metros.

## Carrera deportiva
En los Juegos Olímpicos de Amberes 1920 ganó la medalla de bronce en los relevos de 4x200 metros estilo libre, con un tiempo 10:37.2 segundos), tras Estados Unidos (oro) y Australia (plata); sus compañeros de equipo fueron los nadadores: Harold Annison, Leslie Savage y Henry Taylor.